# Ґенадіюс Мікшіс
Ґенадіюс Мікшіс (лит. Genadijus Mikšys; *16 липня 1956, м. Йонішкіс, Литва) — литовський політик та інженер-енергетик. Міський голова м. Шяуляй (2007—2011).

## Біографія
Закінчив середню школу у м. Йонішкіс та Каунаський політехнічний університет. Після звільнення Литви 1991 року, очолював енергогенеруюче підприємство міста Шяуляй.
Був членом партії Союз лібералів і центру.
2007—2011 — міський голова м. Шяуляй. Розвивав гуманітарні стосунки із українським містом-побратимом Хмельницьким та білоруським Барановичі. Залишив посаду міського голови із великими муніципальними боргами, підтвердженими у суді.
Дружина — Лайма, троє дітей.